# Stipa sibirica
Stipa sibirica là một loài thực vật có hoa trong họ Hòa thảo. Loài này được (L.) Lam. miêu tả khoa học đầu tiên năm 1791.